# Мьюс-Ишайр
Мьюс-Ишайр (арм. Մյուս Իշայր) — гавар провинции Мокк Великой Армении. На сегодняшний день территория исторического Мьюс-Ишайра находится в границах Турции.

## География
Гавар Мьюс-Ишайр находится назападе провинции Мокк. На западе Мьюс-Ишайр граничит с гаваром Кетик провинции Агдзник, на северо-западе − с гаваром Агдзник, на северо-востоке − с гаваром Арвениц-Дзор провинции Мокк, на востоке − с гаваром Ишоц провинции Мокк, на юге − с гаваром Ишайр провинции Мокк.
Крупным поселением является город Кецан. 
По всей территории Мьюс-Ишайра протекает река Кецан. 